# Richmond Aririguzoh
Richmond Aririguzoh (Ewing (Nueva Jersey); 9 de septiembre de 1998) es un jugador profesional estadounidense de baloncesto, que mide 2,06 metros y juega en la posición de ala-pívot.

## Profesional
Es un ala-pívot con formación universitaria norteamericana que jugó durante cuatro temporadas en la Universidad de Princeton, formando parte de los Princeton Tigers desde 2016 a 2020.
Tras no ser elegido en el draft de la NBA de 2020, el 16 de noviembre de 2020 se marcharía a Dinamarca para jugar en las filas del Horsens IC de la Basket Ligaen. Durante la temporada 2020-21, en las filas del conjunto danés disputa 31 partidos en los que promedia 10,61 puntos por encuentro.
El 14 de julio de 2021, firma por el Crailsheim Merlins de la Basketball Bundesliga.
El 21 de agosto de 2023, firma por el SC Rasta Vechta de la Basketball Bundesliga.